# Robert C. Tucker
Pour les articles homonymes, voir Tucker.
Robert Charles Tucker, né le 29 mai 1918 à Kansas City (Missouri) et mort le 29 juillet 2010 à Princeton (New Jersey, États-Unis) à 92 ans, est un politologue américain spécialiste de l'URSS, professeur à l'université de Princeton.

## Carrière
Robert Tucker a été attaché à l'ambassade des États-Unis en URSS, à Moscou, de 1944 à 1953. À son retour aux États-Unis, il travaille pour la RAND Corporation. Il dirige le Russian studies program à l'Université de Princeton, où il détient toujours le poste de professeur émérite de science politique et d'IBM Professor Emeritus of International Studies. Dans le même temps, il a présidé le Council on International and Regional Studies et a été professeur associé au Center for International Studies.
En témoignage de reconnaissance pour son travail, Robert Tucker a été nommé membre du Kennan Institute for Advanced Russian Studies, de la Fondation Rockefeller, du National Endowment for the Humanities, du Center for Advanced Study in the Behavioral Sciences, de la Fondation Guggenheim et de l'American Academy of Arts and Sciences. Enfin, il a été récompensé du prix Pi Sigma Alpha de l'American Political Science Association'.
Le prix Robert C. Tucker/Stephen F. Cohen est attribué annuellement pour une thèse de doctorat de qualité exceptionnelle soutenue dans une université américaine ou canadienne, dans la tradition de la science politique historique et de l'histoire politique pratiquées par les deux soviétologues Robert Tucker et Stephen Cohen.

## Recherches
Dans son livre Philosophie et mythe chez Karl Marx, « il analyse principalement les Manuscrits de 1844, où Marx rattache l'aspect économique de l'histoire et la notion de communisme à un système philosophique hérité de l'hégélianisme : l'homme aliéné, dans un monde qui lui est étranger, se transformera en transformant le monde par la révolution universelle.[...] Des Manuscrits de 1844  au Capital, on retrouve sans cesse cet élément « mythique »  de l'aliénation de l'homme, qui, par-delà les options politiques, devra toujours être porté au crédit de la pensée de Marx ». En cela Tucker s'oppose à la « coupure épistémologique » de Louis Althusser.
Sa biographie de Staline en deux volumes est considérée comme son travail le plus remarquable. Dans l'ouvrage Staline révolutionnaire, biographie de Staline avant son monopole du pouvoir, il se livre à une analyse psychanalytique du dirigeant soviétique pour expliquer la paranoïa, la névrose et la soif de pouvoir de l'ex-enfant battu et misérable de Gori.
Dans Stalin in Power, Robert Tucker parle de « révolution d'en haut » pour qualifier la mise en place du stalinisme. En soulignant l’influence de la culture politique russe, il développe l'idée principale que le stalinisme plonge ses racines chez Ivan le Terrible et Pierre le Grand. Le stalinisme constituerait ainsi un retour à l'ancienne méthode russe de révolution autocratique destinée à combler le retard de développement du pays. 
Selon Robert Tucker, il n'y a pas eu de continuité dans l'histoire soviétique de la Révolution russe jusqu'à 1953 : le stalinisme comporte une forte spécificité par rapport au léninisme. Le « national-bolchevisme stalinien » est défini comme un mélange de « radicalisme bolchevique, de chauvinisme grand-russien et d'éléments très personnels d'interprétation du bolchevisme par Staline » (par exemple, l'idée de la « construction du socialisme dans un seul pays » dans les années 1920). Robert Tucker plaide pour une césure dans l'histoire soviétique au début des années 1930, afin de souligner les caractéristiques du régime stalinien. On compte parmi celles-ci : « la planification économique centrale sur la base de l'étatisation de l'industrie et de l'agriculture, la "disciplination" de la société par la terreur, la formation d'une nouvelle élite et la constitution d'un appareil d'État omnipotent, dirigé de manière dictatoriale, qui inclut Parti et syndicats ». Par conséquent, l'enchaînement temporel entre léninisme et stalinisme n'induit pas une suite logique entre les deux régimes.
Robert Tucker, tout en annonçant le travail des historiens « révisionnistes », a soutenu contre ceux-ci que le vrai problème n’était pas en quoi les faits s’opposent à l’idéologie, mais comment on interprète les documents.